# Helmut Rix
Pour les articles homonymes, voir Rix.
Helmut Rix, né le 4 juillet 1926 à Amberg (Bavière) et mort le 3 décembre 2004 à Colmar, est un linguiste allemand, professeur au Sprachwissenschaftliches Seminar de l'université Albert-Ludwigs de Fribourg-en-Brisgau, en Allemagne.

## Biographie
Helmut Rix est célèbre pour ses recherches dans le domaine indo-européen et sur la langue étrusque. Il a laissé son nom à la loi de Rix.

## Recherches sur les Étrusques
On lui doit la notion de Vornamengentile et il a établi une typologie des cognomina étrusques.

### Étruscologie
- Das etruskische Cognomen : Untersuchungen zu System, Morphologie und Verwendung der Personennamen auf den jüngeren Inschriften Nordetruriens, Wiesbaden, 1963, XVI + 410 p.
- « La scrittura e la lingua », dans Gli Etruschi : Una nuova immagine, sous la dir. de M. Cristofani, Florence, 1984, p. 210-238.
- « Etruskisch culs ‘Tor’ und der Abschnitt VIII 1-2 des Zagreber liber linteus », Vjesnik Arheološkog Muzeja u Zagrebu, 3. Serija, vol. XIX, Zagreb, 1986, p. 17-40.
- « Etrusco un, une, unuc ‘te, tibi, vos’ e le preghiere dei rituali paralleli nel liber linteus », Archeologia classica, n⁰ 43 (1991), p. 665-691 (= Mélanges Pallottino).
- avec G. Meiser (dir.), Etruskische Texte, 2 vol., Tübingen, 1991 (t. 1 : 320 p. ; t. 2 : 370 p.).
- « Les prières du liber linteus de Zagreb », dans Les Étrusques, les plus religieux des hommes, Actes du Colloque international, Galeries nationales du Grand Palais, 17-18-19 novembre 1992, sous la dir. de Françoise Gaultier et Dominique Briquel, Paris, La Documentation française, 1997, p. 391–397.
- Rätisch und Etruskisch, coll. « Innsbrucker Beiträge zur Sprachwissenschaft, Vorträge und Kleinere Schriften » 68, Innsbruck, 1998, 67 p.
- Lexikon der indogermanischen Verben : Die Wurzeln und ihre Primärstammbildungen (LIV), avec la participation de M. Kümmel, Th. Zehnder, R. Lipp et B. Schirmer, Wiesbaden, 1998 (2e éd. 2001), 832 p.